# Резервный банк Вануату
Резервный банк Вануату (англ. Reserve bank of Vanuatu) — центральный банк Вануату.

## История
В конце 1980 года учреждён государственный Центральный банк Вануату. 1 января 1981 года банк начал операции. В мае 1989 года банк переименован в Резервный банк Вануату.

## Управляющие
- Джон Говард (1981—1982)
- Патрик Ноэл (1983—1984)
- Эдвард Филлингем (1985—1987)
- Франклин Кере (1988—1992)
- Джайант Вирани (1992—1993)
- Сампсон Нгвеле (1993—1997)
- Эндрю Кауслама (1998—2003)
- Одо Теви (2003—2012)
- Симеон Ати (с 2013 г.)